# Le Père Goriot (film, 1926)
Pour les articles homonymes, voir Le Père Goriot (homonymie).
Pour plus de détails, voir Fiche technique et Distribution.
Le Père Goriot (Paris at Midnight) est un film américain réalisé par E. Mason Hopper, sorti en 1926 aux États-Unis, adapté du roman Le Père Goriot d'Honoré de Balzac.

## Synopsis
Dans une pension bourgeoise où s'est réfugié Jean-Joachim Goriot après avoir richement doté ses filles, un mystérieux personnage, Jacques Collin, semble cacher de lourds secrets. Il essaye de se rapprocher tout d'abord d'un des jeunes pensionnaires, Eugène de Rastignac, sans obtenir le résultat escompté. Pendant ce temps, des mouchards ont averti la police : ils font peser des soupçons sur Jacques Collin qui sera arrêté. Et tandis que les filles du père Goriot assistent au bal le plus élégant de l'année, le vieil homme se meurt.

## Fiche technique
- Titre original : Paris at Midnight
- Réalisation : E. Mason Hopper
- Scénario et adaptation : Frances Marion d'après le roman Le Père Goriot d'Honoré de Balzac
- Pays de production :  États-Unis
- Date de sortie : 18 avril 1926
- Genre : drame
- Durée : 60 min.

## Distribution
- Jetta Goudal : Delphine de Nucingen
- Lionel Barrymore : Vautrin
- Mary Brian : Victorine Taillefer
- Edmund Burns : Eugène de Rastignac
- Émile Chautard : Jean-Joachim Goriot
- Jocelyn Lee : Anastasie de Restaud
- Jean de Briac : Jean-Frédéric Taillefer
- Charles Requa : Maxime de Trailles
- Mathilde Comont : madame Vauquer
- Carrie Daumery : mademoiselle Michonnaud